# آمرزش‌نامه

فروش آمرزش‌نامه، حکاکی روی چوب٬اثر یورگ برو، ۱۵۳۰ میلادی

آمرزش‌نامه، در مذهب کاتولیک وعدهٔ رهایی کامل یا جزئی از مجازات گناهانی‌ست که پیشتر بخشیده شده‌اند و مسیحی مؤمن بر حسب وظیفه به آن کار متمایل است و از آن مطابق شرایط تعیین شده با یاری کلیسا سود می‌برد، در حقیقت کلیسا مطابق اختیاراتی که دارد، مغفرت و خشنودی مسیح و قدیسین مسیحیت را به شخص توبه کرده اعطا می‌کند. این خشنودی، در قبال دعاها و کارهای نیک به شخص اعتراف‌کننده اعطا می‌شوند.
آمرزش‌نامه، جایگزینی برای توبه‌های سخت و دشوار در مسیحیت اولیه شد.
سوءاستفاده‌های به وجود آمده در اعطا و فروش آمرزش‌نامه، نقطهٔ عطف اعتراض مارتین لوتر بود که به اصلاحات پروتستانی انجامید.

## آموزه‌های مسیحیت
بر طبق آموزه‌های مطرح شده در دستورهای مذهبی کلیسای کاتولیک، وقتی که شخص مسیحی مرتکب گناه می‌شود، دو عاقبت متمایز در انتظار وی است. یکی٬گناه مرگبار یا گناه کبیره است که آگاهانه و آزادانه توسط شخص گناهکار انتخاب می‌شود و برابر است با از دست دادن دوستی با خدا به عنوان تنها منبع زندگی ابدی. مطابق تعالیم کلیسای کاتولیک، از دست دادن زندگی و دوستی ابدی با خدا و مرگ ابدی در جهنم، مجازات ابدی نامیده می‌شود.
دیگری گناهانی هستند که ابدی نیستند و با نام گناهان قابل عفو یا گناهان صغیره شناخته می‌شوند. این گناهان مطابق تعالیم کلیسای کاتولیک، در واقع دلبستگی ناسالم به آفریده‌ها هستند که می‌توانند یا در حین حیات یا بعد از مرگ در برزخ مورد عفو قرار گیرند. برای تنبیه، شخص گناهکار باید از تمام دلبستگی‌ها به آفریده‌ها دوری جوید و حتی زمانی که مورد بخشایش قرار گیرد، دلبستگی به موجودات دنیوی ممکن است در وی باقی‌مانده باشد. پس شخص باید سعی خود را بر نیکوکاری و همچنین نماز و شیوه‌های دیگر توبه متمرکز کند تا بتواند شخصیت سابق را کنار گذاشته و به شخصیت جدیدی درآید.

### مقررات فعلی
بر طبق اصول آمرزش، از اول ژانویه ۱۹۶۷ پاپ پل ششم، در پاسخ به پیشنهادهای مطرح شده در شورای دوم واتیکان، به‌طور اساسی در کاربرد عملی اصول سنتی تجدید نظر به عمل آورد. او روشن ساخت که هدف کلیسا تنها کمک به مؤمنان برای توبه نبود بلکه می‌خواست آنان را به کارهای نیک و امور خیر نیز تشویق کند.
پل ششم دستور داد که در لیست رسمی نمازهای آمرزش و اعمال نیک تجدید نظر به عمل آید، به این صورت که آمرزش‌نامه به مهم‌ترین نمازها، اعمال زاهدانه، توبه و طلب بخشایش تعلق گیرد.

### اعمالی که بر اساس آن‌ها آمرزش‌نامه اعطا می‌شود
آمرزش‌نامه‌ها به چهار صورت عمومی اعطا می‌شوند برای اینکه مؤمن مسیحی را تشویق به برانگیختن روح مسیحی در زندگی روزمره خود کند و آثار تلاش برای کمال را در وی پدیدار سازد.
1. تعالی ذهن با خدا با اعتمادی فروتنانه و با انجام وظایف دینی شخصی و تحمل سختی‌های زندگی و انجام حداقل برخی نیایش‌های زاهدانه.
2. اختصاص دادن خود یا اموال خود، به برادران و خواهران نیازمند
3. با توسل به توبه و طلب بخشایش، دوری جستن از لذت‌های مشروع
4. نشان‌دادن آزادانه ایمان خود به دیگران در زندگی روزمره